# It Takes Two
|  | Aquest article tracta sobre el videojoc de 2021. Si cerqueu la pel·lícula de 1995, vegeu «Dues pel preu d'una». |

It Takes Two és un videojoc d'acció i aventura amb elements de plataformes desenvolupat per Hazelight Studios i publicat per Electronic Arts. El joc va ser llençat per Microsoft Windows, PlayStation 4, PlayStation 5, Xbox One i Xbox Series X/S el març de 2021. Posteriorment, durant el Nintendo Direct de setembre de 2022, va ser anunciat per la Nintendo Switch i llençat per aquesta plataforma el novembre de 2022. De la mateixa manera que el títol de debut de Hazelight, A Way Out, el videojoc no té una opció per un sol jugador; només es pot jugar en mode cooperatiu en línia o local en pantalla dividida entre dos jugadors. Va ser el guanyador del premi al millor joc de l'any de 2021 a l'esdeveniment The Game Awards d'aquell mateix any.

## Jugabilitat
It Takes Two és un videojoc d'acció i aventures amb elements de jocs de plataformes. Està dissenyat específicament pel mode multijugador cooperatiu en pantalla dividida i, per tant, s'ha de jugar amb un altre jugador a través del joc local o en línia. El joc presenta una gran quantitat de mecàniques de diversos gèneres de videojocs. Aquestes mecàniques de joc estan relacionades amb la història i la temàtica del nivell. Per exemple, en un nivell, en Cody és capaç de fer retrocedir el temps, mentre que la May pot replicar-se a si mateixa. Els jugadors han de cooperar entre si i utilitzar aquestes habilitats per progressar. El joc també consta d'una gran quantitat de minijocs.

## Argument
En Cody i la May, una parella casada, planejen divorciar-se després que en Cody discuteixi amb la May sobre que ella treballa tot el dia; La May, per altra banda, respon que en Cody mai mostra ni una mica d'estima pel seu treball, i que menysprea tots els seus esforços per mantenir a la família. Després de dir-li a la seva filla, la Rose, que es divorciaran, ella porta les seves nines fetes a mà, que s'assemblen als seus pares, al rafal familiar. Un cop allà, intenta reparar la seva relació fent veure que les nines són els seus pares. Una llàgrima de la Rose cau sobre les nines, i els seus pares són atrapats dins dels cossos de les nines com a conseqüència. El doctor Hakim, un llibre de teràpia de relacions que ha assumit una forma antropomòrfica, diu a en Cody i la May que li han encomanat la tasca d'arreglar la seva relació mentre intenten arribar a la Rose.
Al principi, en Cody i la May concentren els seus esforços en intentar arribar a la Rose, esperant que conegui la manera de retornar-los als seus cossos humans. No obstant això, el doctor Hakim interfereix contínuament amb el seu progrés, posant obstacles i proves al seu camí per a obligar-los a col·laborar per progressar. També es troben amb versions màgicament antropomòrfiques de les seves antigues possessions, que critiquen en Cody i la May pel maltractament i negligència tant de les seves possessions com de la seva filla. Mentre viatgen per la seva propietat, en Cody i la May veuen els records positius que tenien junts, així com el que originalment els va unir per a convertir-se en parella. Mentrestant, la Rose continua fent tot el possible per reparar la relació dels seus pares, però els cossos reals d'en Cody i la May han caigut inconscients i no li responen. Pensant que els seus pares la ignoren, la Rose arriba a creure que ella és la raó per la qual el seu matrimoni s'està enfonsant, i decideix fugir amb l'esperança que això els faci continuar junts.
Després d'un llarg viatge, en Cody i la May finalment completen la prova final d'en Hakim, que és recrear la cançó que la May cantava fa temps. Mentre la May canta, i després de tot el que tots dos han passat junts durant el viatge, la seva relació es reaviva i es besen, la qual cosa reverteix l'encanteri i els torna als seus cossos reals. Un cop han tornat a la normalitat, descobreixen que la Rose ja s'ha escapat. Afortunadament, aconsegueixen trobar-la en una parada d'autobús que hi ha a prop de casa seva, i li asseguren que ella no és la causa de les seves discussions i que sempre l'estimaran passi el que passi. Després, tots tres tornen a casa amb una nova perspectiva de la seva relació.

## Desenvolupament
Josef Fares, el director del videojoc anterior de Hazelight, A Way Out(2018), i de Brothers: A Tale of Two Sons (2013), de Starbreeze Studios, va tornar com a director del joc. Després de llençar A Way Out el 2018, l'equip va decidir crear un altre videojoc només cooperatiu perquè tenia una plantilla més experimentada i refinada, i l'equip va sentir que podien millorar i expandir encara més els conceptes de joc introduïts en A Way Out. L'equip de desenvolupament va treballar per a assegurar-se que el joc tingués connexió amb la narrativa i que, a mesura que es desenvolupa la història, la mecànica del joc canviï d'acord amb aquesta. Fares va pressionar al seu equip perquè inclogués tantes mecàniques com fos possible, ja que creia que si una mecànica de joc es feia servir repetidament, es tornaria «menys especial». Fares va descriure el joc com una «comèdia romàntica», i va ser ell qui va proporcionar la captura de moviment pel doctor Hakim, un dels personatges clau del joc. El joc va ser escrit principalment en AngelScript, que va ser implementat a Unreal Engine per Hazelight a través del seu propi complement.
De la mateixa manera que A Way Out, It Takes Two es va publicar sota el programa EA Originals de Electronic Arts. El programa va permetre a Hazelight mantenir el control creatiu total mentre rebia la major part dels guanys del joc després de recuperar els costos de desenvolupament. EA va anunciar per primera vegada que havia signat un acord de publicació amb Hazelight el juny de 2019. El videojoc va ser revelat oficialment durant l'EA Play, el juny de 2020. EA i Hazelight van presentar el Friend's Pass per al joc, que permet al jugador que va comprar el joc enviar invitacions als seus amics perquè aquests puguin jugar de manera gratuïta amb aquest. El videojoc va ser llençat per a Windows, PlayStation 4, PlayStation 5, Xbox One i Xbox Sèries X/S el 26 de març de 2021.

### Reclamació de la marca comercial Take-Two
Després del llançament del videojoc, Hazelight Studios va intentar registrar una marca comercial per al nom It Takes Two, però Take-Two Interactive va presentar una queixa de marca comercial, argumentant que el nom proposat era massa similar a la seva pròpia marca registrada en les paraules «take» i «two». Hazelight va abandonar l'aplicació de marca registrada del nom, la qual cosa els va dificultar participar en certs tipus de màrqueting. Tot i això, els desenvolupadors van dir que tenien «l'esperança que es resolgui».

## Recepció
Segons el lloc web de l'agregador de ressenyes Metacritic, el joc va rebre «crítiques generalment favorables».

### Vendes
Es van vendre més d'1 milió de còpies en un mes després del llançament del joc. El 17 de juny de 2021, es van vendre més de 2 milions de còpies. Per a octubre de 2021, es van aconseguir les 3 milions de còpies venudes. Per a febrer de 2023, es van aconseguir més de 10 milions de còpies venudes.

### Reconeixements
| Any  | Premi                  | Categoria               | Resultat  | Ref(s)        |
| ---- | ---------------------- | ----------------------- | --------- | ------------- |
| 2021 | Golden Joystick Awards | Millor joc multijugador | Guanyador | [ 29 ] [ 30 ] |
| 2021 | Golden Joystick Awards | Game of the Year        | Nominat   | [ 29 ] [ 30 ] |
| 2021 | The Game Awards        | Millor joc multijugador | Guanyador | [ 31 ]        |
| 2021 | The Game Awards        | Millor joc familiar     | Guanyador | [ 31 ]        |
| 2021 | The Game Awards        | Millor narrativa        | Nominat   | [ 31 ]        |
| 2021 | The Game Awards        | Millor direcció         | Nominat   | [ 31 ]        |
| 2021 | The Game Awards        | Veu del Jugador         | Nominat   | [ 31 ]        |
| 2021 | The Game Awards        | Joc de l'any            | Guanyador | [ 31 ]        |